# César Navas
César González Navas est un ancien footballeur espagnol, né le 14 février 1980 à Móstoles. Il a principalement évolué au poste de défenseur.

## Biographie
César Navas annonce la fin de sa carrière le 14 février 2019, jour de ses 39 ans.